# Софи Дол
Софи Дол (на френски: Sophie Daull) е френска актриса и писателка на произведения в жанра социална драма.

## Биография и творчество
Софи Дол е родена през 1965 г. в Белфор, Франция. По време на средното си образование учи пиано и пеене в регионалната консерватория в Страсбург. Тогава започва и театралната ѝ кариера под ръководството на Марсел Гинар, директор на Театър Пилие. След дипломирането си работи три години в театъра. След убийството на майка ѝ през 1985 г., се премества в Швейцария, където продължава обучението си като актриса в Романския популярен театър. Прави едногодишно обучение по съвременен танц в хореографското изследователско звено на хореографа Хидеюки Яно в Безансон, след което продължава кариерата си в Париж. През 1995 г. основава собствена компания L'eau Lourde, която ръководи до 2018 г.
През 2014 г. се обръща към писането след смъртта на шестнадесетгодишната ѝ дъщеря Камил на Бъдни вечер. Първият ѝ роман „Камил, моят полет“ е издаден през 2015 г. и в него разглежда темата за траура. Той печели награда за най-добра първа книга. Вторият ѝ роман „Зашиване“ от 2016 г. е посветен на майка ѝ и особено на нейното минало. През 2018 г. е издаден романът ѝ „В голямата обществена пералня“, който е полуавтобиографичен, и в художествен план и свързан с обстоятелствата около убийството на майка ѝ и конфронтацията с нейния убиец с измислени герои. Романът получава наградата за литература на Европейския съюз за 2019 г.
Тя редовно участва в предавания на радио France Culture, както и в множество образователни програми (театрални специалности, семинари по писане, курсове за професионално обучение и др.).
Софи Дол живее със семейството си в Монтрьой.

## Произведения

### Самостоятелни романи
- Camille, mon envolée (2015)[1][3]
- La suture (2016)
- Au grand lavoir (2018) – награда за литература на ЕС[2]
В голямата обществена пералня, изд.: ИК „Персей“, София (2022), прев. Румен Руменов
- Ainsi parlait Jules (2022) – награда на Рейнската академия

## Участие в театрални поеси
частично представяне
- 1990 Nomades от Юбер Кола
- 1992 Terre ou l'épopée de Guénolé et Mattéo от Юбер Кола
- 1994 Andromaque от Еврипид
- 1994 Le Conte d'hiver от Уилям Шекспир
- 1996 Ange noir от Нелсон Родригес
- 1998 Arto guerrier